# Szczyt NATO w Madrycie 1997
Szczyt NATO w Madrycie w 1997 – 15. szczyt NATO, zorganizowany w Madrycie w Hiszpanii w dniach 8–9 lipca 1997.
Na szczycie w Madrycie 16 państw członkowskich NATO zdecydowało o zaproszeniu Polski, Czech i Węgier do członkostwa w Sojuszu.

## Rezultaty szczytu
Rada Północnoatlantycka (NAC) 8 lipca 1997 przyjęła "Madrycką Deklarację w sprawie bezpieczeństwa i współpracy euroatlantyckiej", która zawierała główne postanowienia szczytu:
- zaproszenie Czech, Polski i Węgier do członkostwa w Sojuszu, podpisanie Protokołów Akcesyjnych w grudniu 1997 i uzyskanie efektywnego członkostwa przez te państwa do czasu 50. rocznicy powstania NATO w kwietniu 1999.
- potwierdzenie zasady "otwartych drzwi" dla nowych członków
- potwierdzenie znaczenia Rady Partnerstwa Euroatlantyckiego, utworzonej w 30 maja 1997 w Sintrze, w rozwoju współpracy z państwami sąsiedzkimi NATO
- wzmocnienie Partnerstwa dla Pokoju
- wzmocnienie Dialogu Śródziemnomorskiego, stworzenie w strukturach Rady Północnoatlantyckiej nowego komitetu - Grupy Współpracy Śródziemnomorskiej, odpowiedzialnej za Dialog
- reforma struktury dowództwa wojskowego NATO

Rada Północnoatlantycka (NAC) 8 lipca 1997 przyjęła również "Specjalną Deklarację w sprawie Bośni i Hercegowiny", w której zobowiązała się do pełnej implementacji porozumienia pokojowego z Dayton oraz ustanowienia Bośni i Hercegowiny państwem samodzielnym, demokratycznym i wieloetnicznym. Zobowiązała się również do prowadzenia misji SFOR w celu zapewnienia pokoju w regionie.
W czasie szczytu w Madrycie doszło również do pierwszego posiedzenia Rady Partnerstwa Euroatlantyckiego (powołanej 30 maja 1997 w Sintrze), która zastąpiła Radę Współpracy Północnoatlantyckiej.

### Stosunki NATO-Ukraina
9 lipca 1997 w Madrycie między NATO i Ukrainą doszło do podpisania "Karty o szczególnym partnerstwie", która wzmacniała i rozwijała ich współpracę. Określała również obszary współpracy, takie jak: zapobieganie konfliktom, nierozprzestrzenianie broni masowego rażenia, kwestie rozbrojenia i kontroli zbrojeń, eksport uzbrojenia i transfer technologii oraz zwalczanie przemytu narkotyków i terroryzmu.
Karta powoływała do życia Komisję NATO-Ukraina, pod postacią regularnych spotkań NATO-Ukraina na szczeblu Rady Północnoatlantyckiej.